# Дечко, Денис Игоревич
Денис Игоревич Дечко (бел. Дзяніс Ігаравіч Дзячко; род. 26 апреля 1994, Минск) — белорусский футболист, игравший на позиции вратаря.

## Клубная карьера
Воспитанник минского «МТЗ-РИПО», в 2006 году играл за поставский «ПМЦ», а потом за дубль «МТЗ-РИПО».
В начале 2010 года стал основным вратарем минского клуба (который сменил название на «Партизан»), но в четвертом туре получил травму, из-за которой выбыл на 1,5 года.
В 2012 году присоединился к «Минску». В сезоне 2012 был основным вратарем команды «Минск-2», а в 2013 году стал вторым вратарем основной команды.
С сентября 2013 года, в связи с травмой основного вратаря Владимира Бушмы, занял место в стартовом составе «Минска». В декабре того же года продлил контракт с клубом.
В сезоне 2014 снова стал вторым вратарем после возвращения Бушмы. В чемпионате сыграл только в последнем матче сезона (29 ноября против брестского «Динамо», счет 5:2).
В феврале 2015 года находился на просмотре в клубе Первой лиги «Берёза-2010", и в марте того же года перешел в его на правах аренды. По окончании сезона и возвращении из аренды в январе 2016 года покинул «Минск».
В феврале 2016 года присоединился к брестскому «Динамо», с которым в марте подписал контракт. Начинал сезон основным вратарем команды, но вскоре был вытеснен Дмитрием Асниным. В июле 2016 года покинул брестский клуб и перешел в «Белшину», где также стал вторым вратарем после Бориса Панкратова. По окончании сезона 2016 решил завершить профессиональную карьеру.

## Статистика
| Сезон    | Дивизион | Клуб             | Страна                    | Матчи | Голы |
| -------- | -------- | ---------------- | ------------------------- | ----- | ---- |
| 2006     | Д3       | ПМЦ-Поставы      | Флаг Беларуси (1995—2012) | 4     | -7   |
| 2007     | дубль    | МТЗ-РИПО         | Флаг Беларуси (1995—2012) | 15    | -17  |
| 2008     | дубль    | МТЗ-РИПО         | Флаг Беларуси (1995—2012) | 13    | -19  |
| 2009     | дубль    | МТЗ-РИПО         | Флаг Беларуси (1995—2012) | 12    | -11  |
| 2010     | Д1       | Партизан (Минск) | Флаг Беларуси (1995—2012) | 4     | -5   |
| 2012     | Д3       | Минск-2          | Флаг Беларуси             | 35    | -29  |
| 2013     | Д1       | Минск            | Флаг Беларуси             | 11    | -14  |
| 2014     | Д1       | Минск            | Флаг Беларуси             | 1     | -2   |
| 2015     | Д2       | Берёза-2010      | Флаг Беларуси             | 9     | -11  |
| 2016 (1) | Д1       | Динамо-Брест     | Флаг Беларуси             | 4     | -12  |
| 2016 (2) | Д1       | Белшина          | Флаг Беларуси             | 0     | -0   |